# Чёрные (Ярославская область)
Черные — деревня в Угличском районе Ярославской области. Входит в состав Слободского сельского поселения.

## География
Находится в юго-западной части Ярославской области на расстоянии приблизительно 18 км на север-северо-восток по прямой от железнодорожной станции Углич.

## История
Деревня была отмечена еще на карте 1798 года. В 1859 году здесь (деревня Угличского уезда Ярославской губернии) было учтено 10 дворов, в 1898 — 13, в 1941 — 12.

## Население
Численность населения: 83 человека (1859 год), 4 (русские 100 %) в 2002 году, 4 в 2010.